# بنويثرس (كورنوال)
بنويثرس (بالإنجليزية: Penweathers)‏ هي قرية تقع في المملكة المتحدة في كورنوال.